# 이란 핵협정의 협상 과정

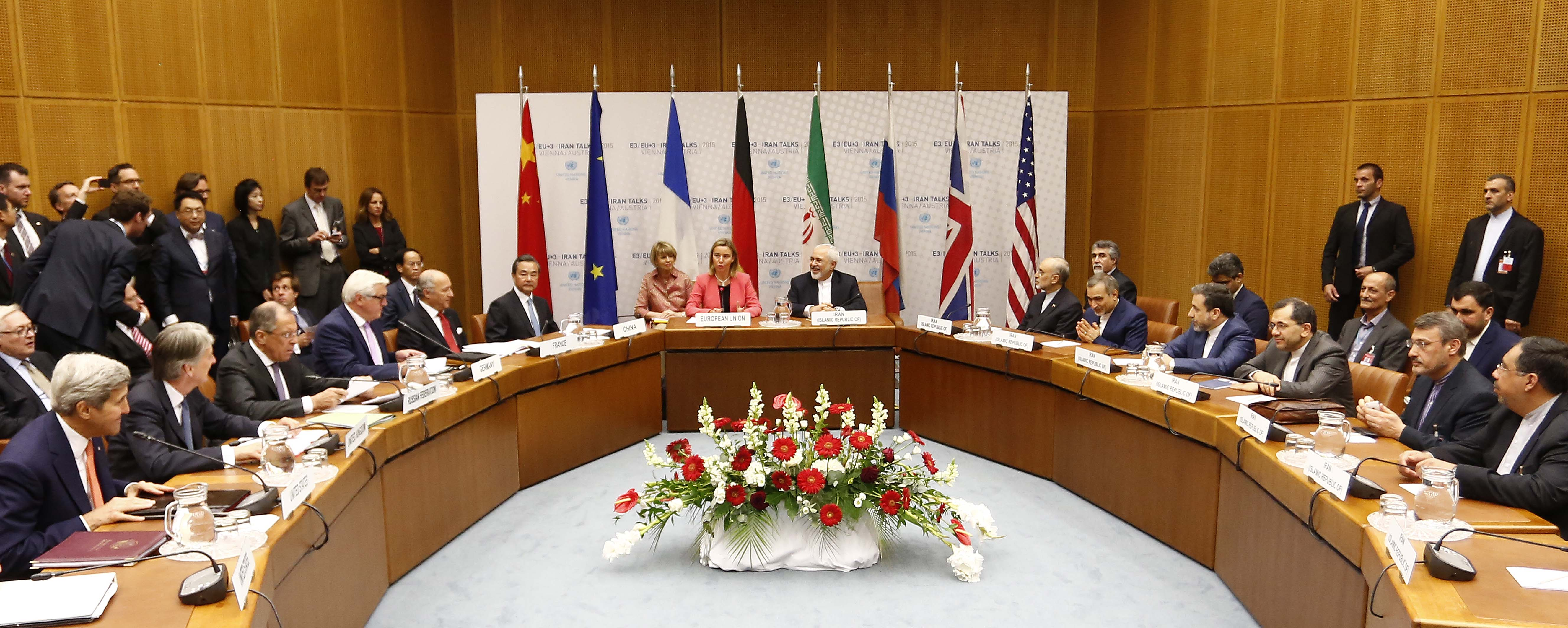
UN 상인 이사국인 중국, 프랑스, 독일, 러시아, 영국, 미국 및 유럽 연합 외교부 장관, 이란 핵 협상 팀 과의 토론, 2015년 7월 14일

본 문서에서는 UN 상임 이사국과 유럽 연합 (P5 + 1) 과 이란 간의 협상을 통해 이란의 군사 목적의 핵개발을 중지하는 비핵화 협상인 공동의 포괄적 인 행동 계획을 약 1년 6개월간 13차에 걸친 실무 회담끝에 이끌어 냈다.
 그러나, 이란측에서 측에서 허용하는 핵시설만 IAEA에서 감시 가능하며, 다른 이란의 군사 지역등에 있는 핵시설은 이란의 승인을 받아야 출입이 가능하다는것등으로 인해서 트럼프 대통령은 이란 핵협정의 재협상을 통한 협정 수정을 요구하였다.

## 개요
이란의 군사 목적의 핵개발을 중지하는 비핵화를 위한 공동 종합 계획 (Persian)는 이란과 P5 + 1 ( 중국, 프랑스, 러시아, 영국, 미국, 그리고 독일과 유럽 연합 유엔 안전 보장 이사회 의 5 명의 상임 이사국) 간에 2015년 7월 14일 비엔나에서 체결 된 계약이다. ). 이 협정은 이란의 핵 프로그램에 관한 포괄적 인 협정 이다 .ㄱ

## 배경
이 계약은 2013년 11월 24일 제네바 임시 이란 핵협정 프레임 워크를 기반으로하며 공식적으로 공동 행동 계획이라고 명칭을 지어서 UN 상임 이사국을 포함한 강대국과 이란에 이란 핵협정의 책임과 역할을 분산하였다. 즉 최종 명칭은 포괄적 공동행동계획 JPA (Joint Plan of Action)이다. 제네바 협정은 이란 핵협정 프레임 워크의 임시 계약으로, 이란은 일부 제재 조치를 완화하기 위해 핵 프로그램의 일부를 롤백하기로 합의했으며, 이는 2014년 1월 20일에 발효되었다 양측은 2014년 11월 24일에 첫 번째 연장 마감일 과 2015년 7월 1일로 설정된 두 번째 연장 마감일로 실무 대화를 연장하기로 합의했다

## 이란의 선언된 핵시설
|  |

다음은 이란 의 핵 시설 목록 ( IAEA, NTI 및 기타 출처)이다.
- Tehran Research Reactor (TRR) — 소형 5MWt 리서치 리액터
- 에스파 한, 우라늄 변환 시설 (UCF)
- Natanz, FEP (연료 농축 공장) — 16,428 개의 원심 분리기가 설치된 저 농축 우라늄 (LEU) 생산 공장
- PFEP (Pilot Fuel Enrichment Plant)-Natanz — LEU 생산 및 연구 개발 시설, 702 설치된 원심 분리기
- Fordow 연료 농축 공장 (FFEP) -의 생산을 위한 공장 U F 최대 20 %까지 농축 U-235, 2710 설치된 원심 분리기
- 아라크 Arak ,이란 원자력 연구 원자로 ( IR-40 원자로) — 40MWt 중수 원자로 (건설 중, 전기 출력 없음)

부 쉐르 원자력 발전소 (BNPP)
상기 이란이 선언한 핵시설 이외의 이란의 군사 시설을 포함한 의심을 받는 핵시설에 대해서는 이란의 공식적인 승인을 받아야만 IAEA검사관은 출입이 가능하다. 특히 24 일간의 충분한 승인 기간을 두도록 되어 있어, 이란의 비밀의 장소에서 핵무기를 개발하다가, 국제 원자력 기구의 검사 또는 출입요청을 받고, 24일안에 해당 핵무기 개발 시설을 이란이 IAEA 검사관이 도착하기 전에 은폐할 수 있는 시간이 갖을 수 있다는 비판을 받았다. 

트럼프 대통령은 이란과 기존 오바마 행정부가 수립한 핵협상의 개정을 요구 하였다. 이란에서는 자신들의 핵과학자들의 핵개발에 쏟은 노력을 존중해야 한다고 하면서, 미국과 이란과의 핵 협상시 이란측에 유리한 조건들을 포괄적 공동행동계획에 포함 시킬수 있었다.

## 협상 과정

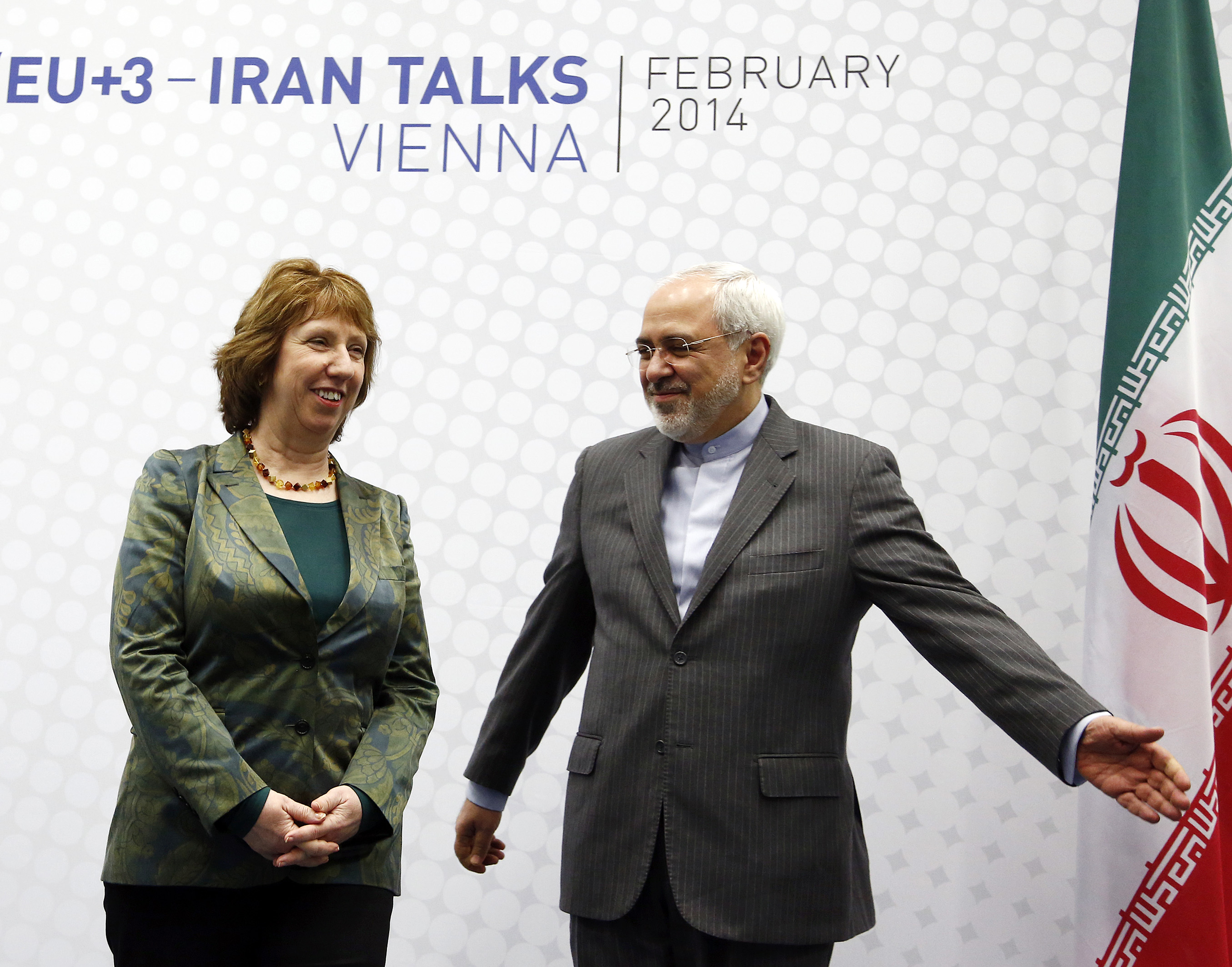
실무 협상이후 기자 회견에서 캐서린 애쉬톤과 모하마드 자바드 자리프 이란 외무 장관은 핵 협상은 "유용한"것이라고 설명하였다. (Catherine Ashton and Javad Zarif in final news conference; The negotiation was described as "useful"_.

- 1 차 라운드 협상은 2014년 2월 18일부터 20 일까지 비엔나의 유엔 센터에서 열렸다. 캐서린 애쉬턴 (Catherine Ashton) 과 이란의 모하마드 자바드 자리프 (Mohammad Javad Zarif) 외무 장관 에 따르면 포괄적 인 합의 협상을 위한 시간표와 프레임 워크가 달성되었다고 발표했다.[2]

- 2차 라운드 실무 협상은, 2014년 3월 17 ~ 20 일, 비엔나, 6 개국 애쉬튼 (Ashton)과 자리 (Zarif) 외교관들은 2014년 3월 17일 비엔나에서 다시 만났다. 7 월 마감일 전에 일련의 추가 협상이 진행되었다.[3]

- 3차 라운드 실무 협상은, 2014년 4월 7 ~ 9 일, 비엔나 유럽 연맹 외교 부장 캐서린 애쉬튼 (Catherine Ashton)은 4 일 (현지 시간)이란의 테헤란에서 이틀간“실질적인”대화를 한 뒤 4 월 7 ~ 9 일 비엔나에서 핵무기 회담을 개최하기로 합의했다고 밝혔다.[4]

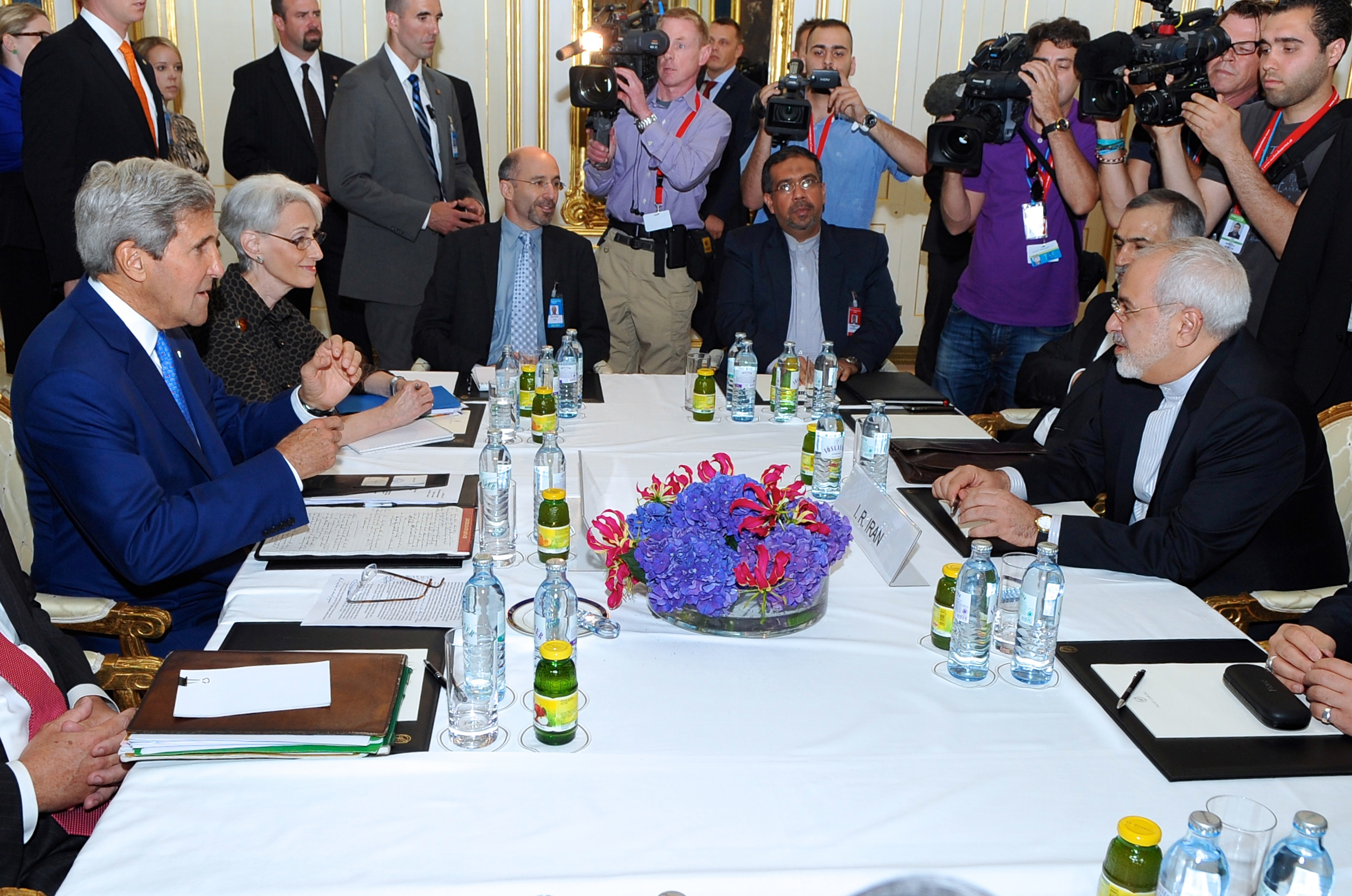
미국 국무 장관 존 캐리 이와 모하마드 자바드 자리프 이란 외무 장관은 2014년 7월 14일 오스트리아 비엔나에서 양자 회의에 참여하였다.

- 4차 라운드 실무 협상은, 2014년 5월 13 ~ 16 일, 비엔나, 2014년 5월 16일에 끝났다. 이란 외무 장관 모하마드 자바드 자리프 (Mohammad Javad Zarif) 외무부 장관과 웬디 셔먼 (Henry Sherman) 미 국무부 차관은 양측 회의를 가졌다. 양측은 최종 계약 초안을 작성하려고했으나 진전이 거의 없었다. 압바스 아라 키치 이란 외무부 차관은 기자들에게 "우리는 협상의 프레임을 만드는 시작에 불과하고 갈 길이 멀다"고 말했다. "최종 핵협상 계약 초안을 작성해야 할 시점에 도달하지 못했습니다." 미국 관계자는 협상이 "매우 느리고 어려웠다"고 강조하면서 6 월에 회담이 재개 될 것이며 모든 당사자들은 7월 20일 마감 기한을 지키고 싶다고 덧붙였다. 협상가들은 이란의 계획된 아라크 원자로의 미래인 핵개발에 대한 한 가지 문제에 대해 진전을 보였지만,이란의 우라늄 농축 능력이 축소 또는 확장 되어야하는지에 대해서는 여전히 협상 진전까지는 멀었다고 발표했다. 미국 대표단은 또한 이란의 탄도 미사일 프로그램과 과거 핵 연구의 군사적 차원의 문제를 제기했다. EU 대표 캐서린 애쉬튼 (Catherine Ashton) 은 자리 프 (Zarif)와 협상을 진행했으며, 웬디 셔먼 (Wendy Sherman)은 마지막 회의 마지막에 이란과의 핵협상 회담에 참여했다.[5][6]

- 5차 라운드 실무 협상은, 2014년 6월 16 ~ 20 일, 비엔나, 5 차 회담은 2014년 6월 20일에 끝났으며, 여전히 상당한 차이가 남아 있다. 협상 당사자들은 7월 2일 비엔나에서 다시 만나게된다. 셔먼 국무 장관은이란이 "핵 프로그램이 평화적 목적을 위해 엄격하게 의도 된 것임을 세계에 보장하기 위해"이란이 행동 할 것인지의 여부는 아직 확실하지 않다고 말했다. 자리 프 외무 장관은 미국은 이란에 대해 아주 불합리한 요구를 하고 있다고 말했다. "미국은 가장 어려운 결정을 내려야 한다" 고하면서 미국의 양보를 요구했다. ( Foreign Minister Zarif said the United States was making unreasonable demands of Iran, saying "the United States must take the most difficult decisions.")[7] ([8]

제네바 임시 핵협상 계약에 따라, 이란은 최대 5 % LEU의 일부를 추가 농축에 적합하지 않은 산화물 분말로 전환하기로 합의했다. 이번 5차 라운드 실무 협상 동안 발표 된 월간 IAEA 보고서에 따르면 LEU 전환은 아직 시작되지 않았다. 이는 이란의 LEU 비축량이 "현재 20 %의 우라늄 가스 생산과 달리 원료 생산이 중단되지 않았기 때문에 당분간 계속 증가하고 있음"을 의미한다.
- 이후 6차-12차 라운드 실무 협상이 이루여 졌다.[10][11]

- 13차 라운드 실무 협상은, 2015년 2월 22일, 제네바에서 있었으며. 이란 대표와 유엔 상임 이사국 국가와 유럽 연합 (P5 + 1) 은 2015년 2월 22일 제네바의 EU 연합에서 만났다. 니콜라스 드 라 리비에르 (Nicolas de la Riviere)는 회의 후 "이란 핵 협상의 건설적인 결과를 보였으며 나중에 결과를 알게 될 것"이라고 발표했다.[12]

## 같이 보기
- 키암 1호 이란의 단거리 미사일
- 포괄적 공동행동계획 이란 비핵화를 위한 인류 최초의 이란에 대한 비핵화 협정
- 북미 정상회담- 한반도 비핵화 협정을 위하여 2018년 및 2019년도등에 시행된 북미 정상간 회담